# Cirial

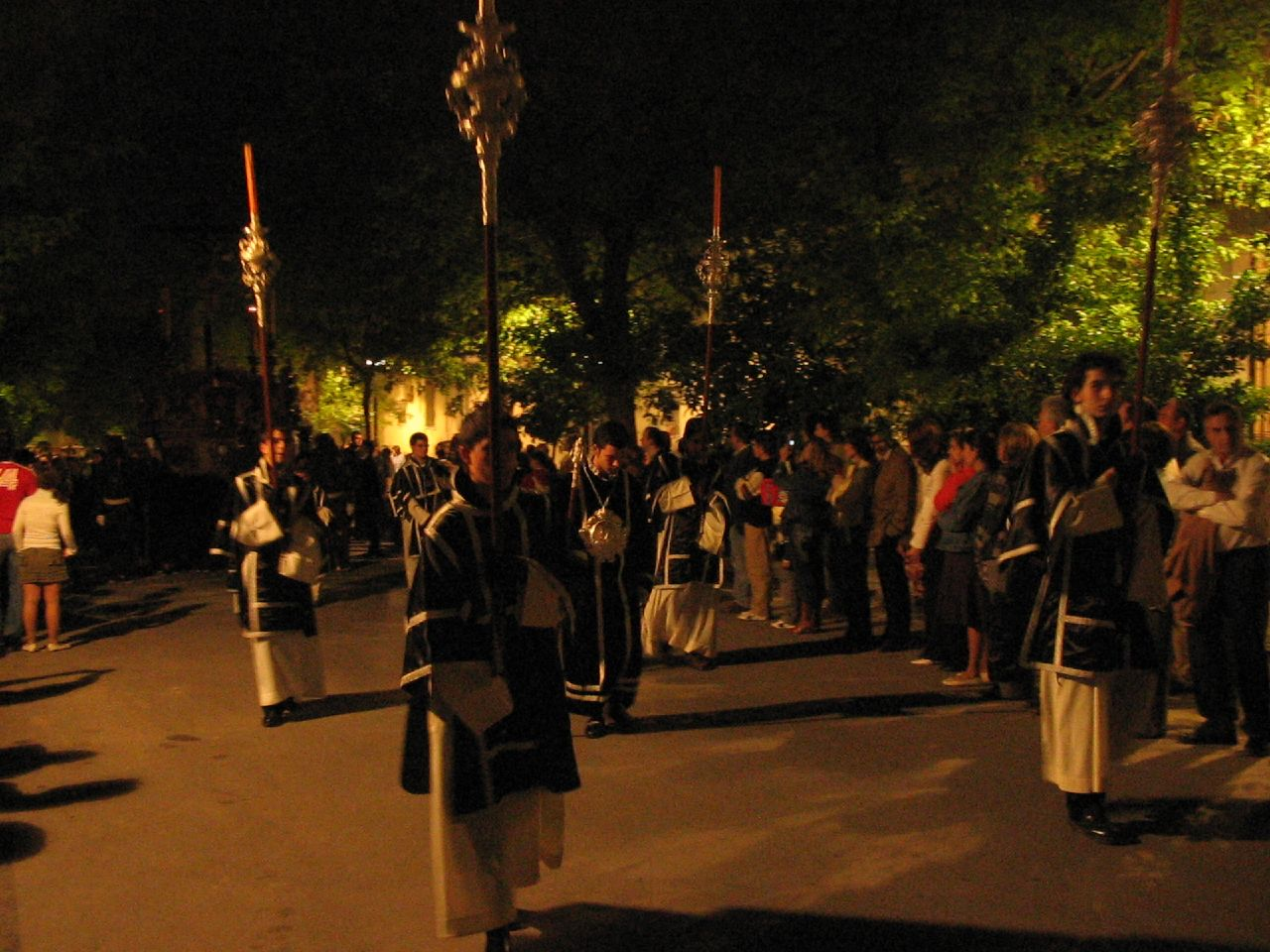
Ciriales portados por acólitos de la Hermandad del Silencio (Jaén).

Los ciriales son candeleros altos que llevan los acólitos ceroferarios en las funciones religiosas y en las procesiones de las cofradías. Suelen ser de metal plateado.